# Accidente ferroviario de Pukhrayan

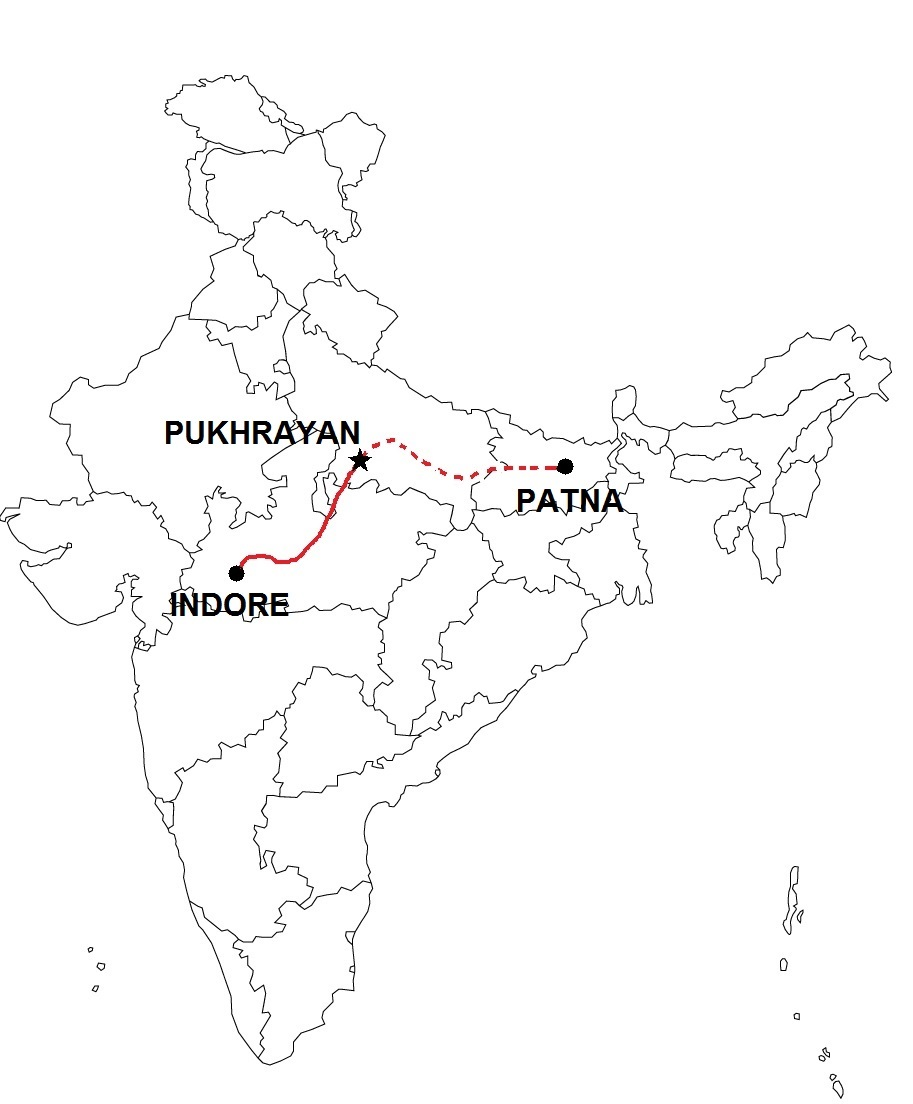
Mapa del recorrido del tren

El accidente ferroviario de Pukhrayan tuvo lugar el 20 de noviembre de 2016, cuando el tren 19321 de la línea Indore - Rajendra Nagar Express que cubría el trayecto entre las ciudades de Indore a Patna, en India, descarriló cerca de Pukhrayan, provocando al menos 145 muertos y más de 150 heridos. Al momento de producirse es el segundo accidente más mortífero del siglo XXI en ese país precedido por el descarrilamiento del tren Jnaneswari Express ocurrido en 2010.